# کاژیمیش آداخ
کاژیمیش آداخ (لهستانی: Kazimierz Adach؛ ‏ تلفظ لهستانی: [kaˈʑimjɛʂ]؛ ‏ زادهٔ ۹ مهٔ ۱۹۵۷) بوکسور اهل لهستان بود.